# ازکیل رسیکلدانی
ازکیل رسیکلدانی (انگلیسی: Ezequiel Rescaldani؛ زادهٔ ۱۱ ژوئن ۱۹۹۲) بازیکن فوتبال اهل آرژانتین است که در باشگاه دپورتیوو مورون بازی می‌کند.